# Wilfredo Rodríguez
Wilfredo Aogusto Rodríguez Bocaney (ur. 4 lipca 1995) – wenezuelski zapaśnik w stylu wolnym. Zajął siódme miejsce na igrzyskach panamerykańskich w 2019. Wicemistrz igrzyskach Ameryki Południowej w 2022. Brązowy medalista mistrzostw panamerykańskich w 2014, 2017 i 2025. Wicemistrz Ameryki Południowej w 2016. Triumfator igrzysk boliwaryjskich w 2022 roku.